# Västra Frölunda församling
Västra Frölunda församling är en församling i Göteborgs södra kontrakt i Göteborgs stift. Församlingen ligger i Göteborgs kommun i Västra Götalands län och ingår i Västra Frölunda pastorat.

## Administrativ historik
Församlingen har medeltida ursprung.  Före den 1 januari 1886 (ändring enligt beslut den 17 april 1885) var namnet Frölunda församling. Ur församlingen utbröts 1603 Styrsö församling, 1963 Högsbo församling och 1967 Tynnereds församling och Älvsborgs församling. Från 1 maj 1923 till 1967 indelad i flera kyrkobokföringsdistrikt: Västra Frölunda kbfd (till 1954 148013, 1955–1964 148014, från 1965 148022), Älvsborgs kbfd (till 1954 148014, 1955–1964 148015, från 1965 148023) och från 1965 även Tynnereds kbfd (148024).
Församlingen ingick troligen under medeltiden i ett pastorat Frölunda och Askim för att sedan till 1 maj 1879 ingå i pastorat med Fässbergs församling som moderförsamling. Från 1 maj 1879 till 1953 moderförsamling i pastoratet Västra Frölunda och Askim för att från 1953 till 2018 utgöra ett eget pastorat och från 2018 ingå i Västra Frölunda pastorat.

## Kyrkor
- Västra Frölunda kyrka

## Areal
Västra Frölunda församling omfattade den 1 januari 1976 en areal av 6,0 kvadratkilometer, varav 6,0 kvadratkilometer land.